# Stročín
Stročín (in ungherese Szorocsány) è un comune della Slovacchia facente parte del distretto di Svidník, nella regione di Prešov.